# Northern Songs
La Northern Songs Ltd è stata una casa editrice musicale inglese.

## Storia della Northern Songs
La società venne fondata nel 1963 dall'editore musicale Dick James, dal suo socio Charles Emmanuel Silver, dal manager Brian Epstein e da John Lennon e Paul McCartney dei Beatles, per la pubblicazione delle canzoni scritte da Lennon e McCartney, con la seguente suddivisione della proprietà: il 50 % alla Dick James Music Ltd (casa di edizione musicale di proprietà di James e Silver), il 20 % ciascuno a Lennon e McCartney e il 10 % a Epstein. 
Nel 1965 si decise di trasformare la Northern Songs in una società pubblica, per ridurre il carico fiscale sul reddito, e ci fu una riorganizzazione della proprietà con l'ingresso di George e Ringo in questo modo: il 23 alla Dick James Music, il 7,5 % alla NEMS Enterprise, società di Brian Epstein, il 15 % rispettivamente a Lennon e McCartney, l'1,6 % ad Harrison e a Starkey e il resto messo in vendita sul mercato azionario. 
Dopo la morte di Epstein nel 1967, Lennon e McCartney cercarono di rinegoziare il loro contratto editoriale con James ma, all'inizio del 1969, James e il suo partner vendettero le loro quote di Northern Songs alla British Associated Television (ATV), senza avvisare Lennon o McCartney. Lennon e McCartney tentarono di ottenere una partecipazione di controllo in Northern Songs ma la loro offerta fallì perché il potere finanziario di Lew Grade fece sì che la società passasse sotto il controllo di ATV. Allen Klein (allora manager de facto dei Beatles) tentò di concludere un accordo con Apple Corps per l'acquisto di ATV, ma anche questo fallì.
McCartney una volta informò Michael Jackson del valore finanziario dell'editoria musicale, perché Jackson aveva chiesto informazioni sul processo di acquisizione delle canzoni e su come le stesse venivano utilizzate. Secondo il racconto di McCartney, Jackson avrebbe poi detto: "Prenderò le canzoni dei Beatles". Effettivamente nell'agosto 1985, tramite il suo avvocato John Branca, Jackson acquistò per 47,5 milioni di dollari il catalogo ATV Music Publishing, comprendente i diritti di pubblicazione di quasi 4 000 canzoni, inclusa la maggior parte del materiale dei Beatles.
Sia McCartney che Yōko Ono, la vedova di Lennon, furono informati della vendita ma non fecero offerte. Dieci anni dopo, Jackson unì il suo catalogo con quello della Sony Corporation of America per formare la Sony/ATV Music Publishing, e la Northern Songs fu sciolta.